# Smoke Fairies

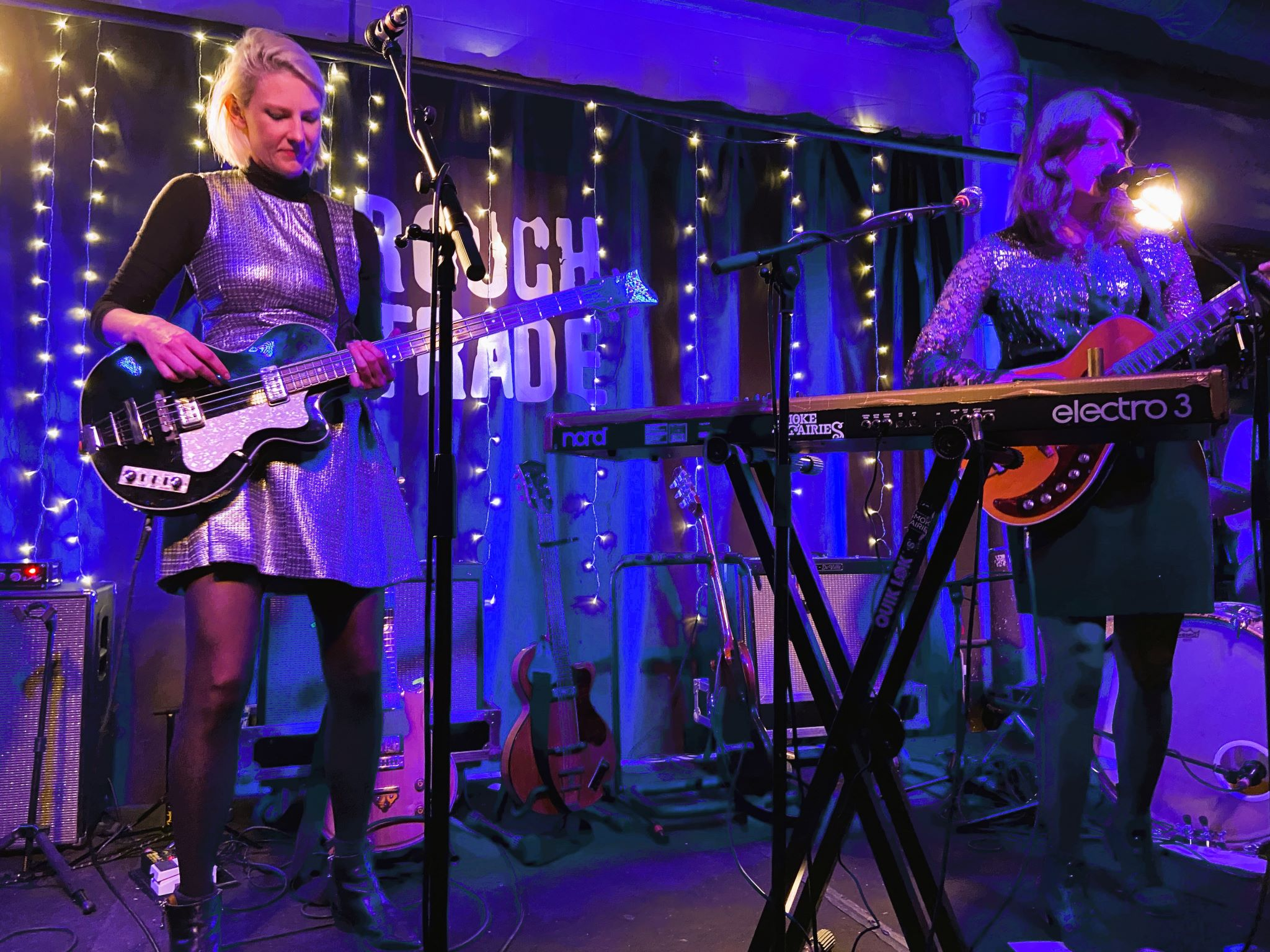
Smoke Fairies (2023)

Die Smoke Fairies sind ein britisches Gesangs- und Gitarrenduo bestehend aus Katherine Blamire und Jessica Davies, das häufig von Gastmusikern unterstützt wird. Der Name der Band leitet sich vom Sommernebel her und soll feeische Assoziationen wecken.
Beeinflusst werden sie von amerikanischem Blues und britischem Folk. Besonders charakteristisch ist die hohe Melodik des gesanglichen Duos, welche durch die Folkharmonien des gemeinsamen Gitarrenspiels unterstrichen wird. Das Mojo-Magazin bezeichnete dies als „dunklen, lustvollen Blues-Folk“.
Im Verlauf ihres musikalischen Schaffens treten dann stärker Indie-Pop und vor allem Rock-Elemente in den Vordergrund.

## Geschichte
Blamire and Davies kennen sich aus ihrer Schule in Chichester (West Sussex), die sie in den mittleren bis späten 1990er Jahren besuchten. Sie sangen dort zusammen im Schulchor und spielten auf den Gitarren ihrer Eltern.
Das Jahr 2002 verbrachten sie in New Orleans, wobei sie musikalische Inspirationen sammelten. Zurück in England, begeisterten sie sich für British Folk, welchen sie auf dem Sidmouth Folk Festival für sich entdeckten, wo sie als Parkplatzwärterinnen jobbten. Danach verbrachten sie noch ein Jahr in Vancouver (Kanada), bevor sie in London mit Auftritten vor Publikum begannen.
Im Jahr 2007 unterstützten sie Bryan Ferry auf seiner Großbritannien-Tour und im Frühjahr 2009 die Band The Handsome Family. Schließlich begannen sie, eigene Singles aufzunehmen und zudem eine EP, welche im Radio gespielt wurde und Würdigung seitens  Mojo, NME und der Times erhielt. Im Herbst 2009 tourten sie mit Richard Hawley durch das Vereinigte Königreich und spielten später auf dem South by Southwest (SXSW)-Festival in Austin/Texas. Im Dezember 2009 brachte Jack Whites «Third Man» Label eine 7" Single mit den Titeln „Gastown/ Riversong“ heraus.
Im Frühjahr 2010 begannen Blamire und Davies  an der Arbeit an Through Low Light and Trees. Ihr Produzent war Head. Das Album kam am 6. September 2010 heraus. Sie gastierten auch auf Richard Hawleys  EP False Lights from the Land.
Nach der Veröffentlichung von Blood Speaks (2012) gerieten Blamire und Davies in eine künstlerische Sinnkrise, die kurzzeitig sogar die Auflösung der Smoke Fairies bedeutete. Am Ende dieser Episode, in der sie „so ziemlich alles in Frage gestellt“ hatten, stand jedoch für beide die eindeutige Erkenntnis, dass die gemeinsame Musik weiterhin eine zentrale Rolle in ihrem Leben spielen müsse.
Vor diesem Hintergrund ist der schlichte Titel Smoke Fairies (2014) für das nachfolgende Album auch als Willenserklärung und Bekenntnis zueinander zu verstehen. Songs wie We´ve Seen Birds und Hope is Religion sind Zeugnisse dieses emotionalen Erkenntnisprozesses. Musikalisch breiter gefächert als seine Vorgänger, ist Smoke Fairies sowohl Neuanfang als auch Fortsetzung ihrer musikalischen Vision.
Mit Wild Winter (Dezember 2014) legten Blamire und Davies ein Album vor, das sich sehr ambivalent mit dem Thema Weihnachten auseinandersetzt und durchaus keine konventionell-feierliche Stimmung verbreiten will: "We have a love/hate relationship with winter and the Christmas holiday. When it was suggested Smoke Fairies make a Christmas album the last thing we wanted to do was make a classic, jolly, celebratory album that can only be played once a year. [...] It’s buzzy and raw and not one tinkling of sleigh bells can be heard." Tatsächlich setzen sie hier konsequent den Stilwandel fort, den sie schon auf Smoke Fairies eingeleitet haben: weg vom durch ihren Harmoniegesang geprägten Blues-Folk früherer Alben, hin zu Indie-Pop (Give And Receive, Wild Winter) und kantigeren Indie-Rock-Klängen (Three Kings, Bad Good), die jedoch auch weiterhin ein sehr melodisches Grundgerüst besitzen.
Anfang 2020 erschien mit Darkness Brings The Wonders Home ihr sechstes Studioalbum. Stilistisch weniger divers als seine beiden Vorgänger aus dem Jahr 2014, fokussiert es stärker auf Rock und Blues.

## Diskografie

### Alben
- Strange the Things (Concentrated People, CP002CD – 2006)
- Through Low Light and Trees (V2 / Cooperative Music – September 2010)
- Blood Speaks (Cooperative Music / Universal – Mai 2012)
- Smoke Fairies (FullTimeHobby, FTH187CD – Mai 2014)
- Wild Winter (Rough Trade/FullTimeHobby, fth223d – Dezember 2014)
- Darkness Brings The Wonders Home (Year Seven – Januar 2020)
- Carried In Sound (Year Seven – November 2023)

### Kompilationen
- Ghosts – A Compilation of A Sides, B Sides and an EP from the Recent Past – (nur in den USA veröffentlicht – 453 Music) (März 2010) – Special Edition marbled 12" with 500 black/white split colour special addition Record Store Day pressing copies.

### Singles und EPs
- Upstairs at United Vol.6 (United Record Pressing 453-1964 – 2013) 12" Vinyl EP/45 rpm
- Living with Ghosts/ B-Seite Troubles 7" (Music for Heroes Records) (August 2008)
- Frozen Heart EP 7" – Frozen Heart, Fences, Morning Light, We Had Lost Our Minds, He’s Moving On (Music For Heroes Records) (Juli 2009)
- Sunshine /B-Seite: When you Grow Old 7" (Music for Heroes Records) (Oktober 2009)
- Gastown/River Song 7" Single Tri-colored Vinyl (150), Texas-Sized 8" Vinyl (Limited Edition) (Third Man Records) (September 2009)

### Gastauftritte
- Backing vocals auf False Lights from the Land EP (Juni 2010) (Mute Records) von Richard Hawley